# Сусанна из Туля
Сусанна — святая мученица из Туля. День памяти — 11 октября.
Святая Сусанна была обезглавлена за веру в местечке Гран, что в Вогезах. Эта благочестивая женщина жила в древней pagus Bleonensis в Belgica secunda,  современная Шампань. Почитается в прежней епархии Туль, что в Лотарингии. Она была сестрой в вере святых Евхария (Euchaire), Элофа (Élophe) и Либеры, пострадавших 11 октября 362 года от гонений во времена императора Юлиана.
Имя sancta Suzana появилось в мартирологах монастыря в  Пуссэ и бревиариях из Туля. В этом причина, по которой, несмотря на происхождение святой, носившей семитское имя, её ассоциируют с легендарной семьей Ваккия (Baccius) и Лиентруды (Lientrude), жившей в тех краях, именовавшихся Грандесина (Grandesina).